# (36343) 2000 NZ15
2000 NZ15 (asteroide 36343) é um asteroide da cintura principal. Possui uma excentricidade de 0.22295570 e uma inclinação de 28.05723º.
Este asteroide foi descoberto no dia 5 de julho de 2000 por LONEOS em Anderson Mesa.